# Macaranga poggei
Macaranga poggei är en törelväxtart som beskrevs av Ferdinand Albin Pax. Macaranga poggei ingår i släktet Macaranga och familjen törelväxter. Inga underarter finns listade i Catalogue of Life.